# 하세촌 (나가노현)
하세촌(長谷村)은 나가노현 가미이나군 동부에 위치했던 촌이다. 
2006년 3월 31일에 이나시, 다카토정과 합병해 신 이나시가 성립하였다.  47년 역사에 막을 내렸다. 또한  구 촌역에는 시정촌의 합병 특례에 관한 법률(합병 특례법)에 근거한 지역 자치구가 2016년 3월 30일을 기한으로 설치되었다.

## 지리
주오 구조선 위에 위치한 남알프스와 이나산지 사이의 협곡 지역이다.

## 역사
- 1959년 4월 1일 - 미와촌, 이나사토촌이 합병해 성립하였다.
- 2006년 3월 31일 - 이나시,다카토정과 합병해 새로운 이나시가 성립하였다. 동일 하세촌은 폐지되었다.

## 교통

### 도로
- 국도 152호선